# 625. pehotni polk (Wehrmacht)
Za druge 625. polke glejte 625. polk.
625. pehotni polk (izvirno nemško Infanterie-Regiment 624) je bil eden izmed pehotnih polkov v sestavi redne nemške kopenske vojske med drugo svetovno vojno.

## Zgodovina
Polk je bil ustanovljen 19. februarja 1940 v WK III za Oberrhein iz delov deželnostrelskih polkov in 338. pehotnega polka; polk je bil dodeljen 555. pehotni diviziji.
Zaradi hitrega zaključka francoske kampanje je bil polk 13. avgusta 1940 razpuščen; bataljoni so bili reorganizirani v samostojne Heimatwach bataljone.